# Spilogona hissarensis
Spilogona hissarensis är en tvåvingeart som beskrevs av Willi Hennig 1959. Spilogona hissarensis ingår i släktet Spilogona och familjen husflugor. Inga underarter finns listade i Catalogue of Life.